# Lena-Sophie Laue

Lena-Sophie Laue, 2022

Lena-Sophie Laue (* 8. Februar 1997 in Celle) ist eine deutsche Politikerin (CDU). Seit September 2024 ist sie Mitglied des Niedersächsischen Landtags.

## Leben
Lena-Sophie Laue wuchs in Ummern im Landkreis Gifhorn auf. Nach dem Abitur am Gymnasium Hankensbüttel machte sie eine duale Ausbildung zur Verwaltungsbetriebswirtin beim Landkreis Gifhorn. Sie wohnt weiterhin in Ummern und ist Schriftführerin der Freien Schützengesellschaft Ummern.

## Politik
Lena-Sophie Laue ist seit 2015 Mitglied der CDU. Sie ist Vorsitzende des CDU-Samtgemeindeverbandes Wesendorf und Geschäftsführerin des Bezirksverbandes Lüneburg der Jungen Union.
Seit 2021 ist Lena-Sophie Laue Mitglied des Gemeinderates von Ummern.
Bei der Landtagswahl in Niedersachsen 2022 trat Laue im Wahlkreis Gifhorn-Nord/Wolfsburg und auf Platz 30 der CDU-Landesliste an. Nachdem sie im Wahlkreis Kirsikka Lansmann (SPD) unterlegen war und auch der Listenplatz zunächst nicht für einen Einzug in den Landtag ausgereicht hatte, rückte sie am 26. September 2024 für Volker Meyer, der sein Mandat niedergelegt hatte, in das Parlament nach.